# Jacques Rivette
Jacques Rivette (Rouen, 1 de març de 1928 - 29 de gener de 2016) fou un director de cinema francès. Juntament amb Jean-Luc Godard, Rivette fou considerat un dels directors més experimentals i influents de la nouvelle vague. Les seves històries solien desenvolupar-se de maneres poc convencionals, moltes vegades barregen romanç, misteri i comèdia i fins i tot incloïen escenes improvisades. Els seus films també es van destacar per la seva excessiva longitud, com Out 1 de 1971 que dura 13 hores i té una versió reduïda de 4 hores i mitja.
El 1950 es va unir al Cineclub del Barri Llatí de París i va començar a escriure crítiques cinematogràfiques per a la revista Gazette du Cinema. També per a aquesta època va gravar els seus primers curtmetratges, Aux Quatre Coins (1950), Le Quadrille (1950), i Le Divertissment (1952). El 1952 va començar a escriure per a Cahiers du Cinéma al costat d'altres crítics, amb qui protagonitzaria la nouvelle vague: Eric Rohmer, Jean-Luc Godard, François Truffaut i Claude Chabrol.

## Filmografia
- 1960: Paris nous appartient
- 1966: Suzanne Simonin, la Religieuse de Diderot, també coneguda com La Religieuse
- 1968: L'Amour fou
- 1971: Out 1: Noli me tangere
- 1972: Out 1: Spectre, versió abreujada de Out 1: Noli me tangere
- 1974: Céline et Julie vont en bateau
- 1976: Duelle
- 1976: Noroît
- 1978: Merry-Go-Round
- 1981: Le Pont du Nord
- 1982: Paris s'en va
- 1984: L'Amour par terre
- 1986: Hurlevent
- 1988: La Bande des quatre
- 1991: La Belle Noiseuse
- 1993: La Belle Noiseuse. Divertimento, versió curta de La Belle Noiseuse
- 1994: Jeanne la Pucelle (Pel·lícula de dues parts: "Les Batailles" i "Les Prisons")
- 1995: Haut bas fragile
- 1998: Secret défense
- 2001: Va savoir
- 2003: Histoire de Marie et Julien
- 2007: Ne touchez pas la hache
- 2009: 36 vues du Pic Saint-Loup

Curtmetratges
- 1950: Aux quatre coins
- 1950: Le Quadrille
- 1952: Le Divertissement
- 1956: Le Coup du Berger
- 1995: Lumière et Compagnie - segment Une aventure de Ninon